# Sarah Stratigakis
Sarah Stratigakis née le 7 mars 1999 à Toronto en Ontario, est une joueuse internationale canadienne de soccer, jouant au poste du milieu de terrain.

## Biographie

### Carrière en club
Après une carrière dans la NCAA à l’Université du Michigan, elle évolue en Suède, en Angleterre et en France. En juin 2025, elle signe pour l’AFC Toronto dans la Super Ligue du Nord

### Carrière internationale
En août 2014, Stratigakis est nommée meilleur joueuse du championnat de la CONCACAF féminin des moins de 15 ans 2014 (en),. Puis, le 8 décembre 2015, elle inscrit un doublé contre le Honduras lors de la phase de groupe du championnat de la CONCACAF féminin des moins de 20 ans 2015 (en),. 
Le 16 juillet 2015, elle honore sa première sélection contre le Costa Rica pendant les Jeux panaméricains de 2015,,,. Le 21 février 2021, elle inscrit son premier but en sélection lors du deuxième match de la SheBelieves Cup 2021 contre l’Argentine (victoire 1-0).

## Palmarès

### En sélection
Canada des moins de 15 ans
- Vainqueur du championnat de la CONCACAF féminin des moins de 15 ans en 2014 (en)

 Canada des moins de 17 ans (en)
- Finaliste du championnat de la CONCACAF féminin des moins de 17 ans en 2013 (en)
- Troisième du championnat de la CONCACAF féminin des moins de 17 ans en 2016 (en)

 Canada des moins de 20 ans (en)
- Finaliste du championnat de la CONCACAF féminin des moins de 20 ans en 2015 (en)

### Distinctions personnelles
- Meilleure joueuse du championnat de la CONCACAF féminin des moins de 15 ans en 2014[10]
- Membre de l'équipe-type du championnat de la CONCACAF féminin des moins de 15 ans en 2014[11]
- Membre de l'équipe-type du championnat de la CONCACAF féminin des moins de 20 ans en 2015[12]
- Meilleure milieu de l'année du Big Ten en 2019[13]
- Membre de l'équipe-type du tournoi du Big Ten (en) en 2019[14]
- Membre de l'équipe-type du Big Ten en 2019[13]
- Membre de la 2e équipe-type All-America des United Soccer Coaches (en) en 2019[15]
- Membre de la 2e équipe-type de TopDrawerSoccer (en) en 2019[16],[17]
- Membre de la 2e équipe-type du Big Ten en 2017 et 2018[18],[19]
- Membre de l'équipe-type freshman du Big Ten en 2017[18]
- Désignée deux fois « meilleure freshman de la semaine du Big Ten » et une fois « meilleure joueuse offensive de la semaine du Big Ten »[17],[20]
- Figurant deux fois dans l'« équipe-type de la semaine de TopDrawerSoccer (en) »[21],[22]